# Eudmeta diadematipennis
Eudmeta diadematipennis är en tvåvingeart som beskrevs av Enrico Adelelmo Brunetti 1923. Eudmeta diadematipennis ingår i släktet Eudmeta och familjen vapenflugor. Inga underarter finns listade i Catalogue of Life.